# Đảng Nhân dân Hành động Việt Nam
Đảng Nhân dân Hành động Việt Nam là tổ chức chính trị đặt tại Hoa Kỳ do một nhóm luật sư thành lập ở Thành phố Hồ Chí Minh năm 1991.

## Lịch sử hình thành và phát triển
Năm 1990, một nhóm luật sư ở Thành phố Hồ Chí Minh có bất đồng quan điểm với Đảng Cộng sản Việt Nam đã ra tuyên bố thành lập Đảng Nhân dân Hành động Việt Nam trên cơ sở của Việt Nam Quốc dân Đảng, Nguyễn Sỹ Bình được bầu làm Chủ tịch Đảng. Phương châm hoạt động và cương lĩnh hành động là tiến hành các phương thức đấu tranh công khai, từ việc đưa ra yêu sách chính trị đến phát động tổng nổi dậy ở trong nước kết hợp với sự hỗ trợ từ bên ngoài nhằm tiến tới lật đổ hệ thống chính quyền nằm trong tay Đảng Cộng sản Việt Nam, thành lập một thể chế mới dân chủ hơn, trên tinh thần thượng tôn luật pháp, bảo tồn và phát huy các giá trị văn hóa dân tộc.
- Đảng kỳ: Đảng Nhân dân Hành động nguyện đem sức sống mới đến cho nhân dân, đem thanh bình vĩnh cửu đến cho đất nước

Nền xanh - Tự do và hi vọng

Mặt trời chói lọi - Sức sống cao nhất và chân lý vĩnh cửu

Màu vàng - Sự tươi sáng và tương lai mới

Mười hai tia sáng mặt trời - Quy luật vận hành liên tục, theo tuần hoàn của vũ trụ
- Đảng huy: Đảng Nhân dân Hành động là một tập thể đại chúng của nhân dân, lãnh đạo mới – mạnh, nỗ lực phục vụ không ngừng

Ba ngọn núi liên kết từ thấp lên cao - Mọi thành phần trong xã hội của ba miền Bắc, Trung, Nam; đoàn kết, đứng vững, sinh động; nỗ lực liên tục để đạt thành quả ngày một cao

12 ngôi sao - Sự tiếp nối liên tục lãnh đạo Mới+Mạnh
- Đảng ca: Đường ta đi (Nhân dân Hành động Hành khúc)

### Thành viên tiêu biểu
- Nguyễn Sỹ Bình: Chủ tịch Đảng (1991 - 2008)
- Nguyễn Tường Bá: Chủ tịch Đảng (2008 đến nay)
- Trần Thái Văn
- Nguyễn Xuân Ngãi
- Lý Lâm Phi
- Vi Đức Hồi